# Генофонд

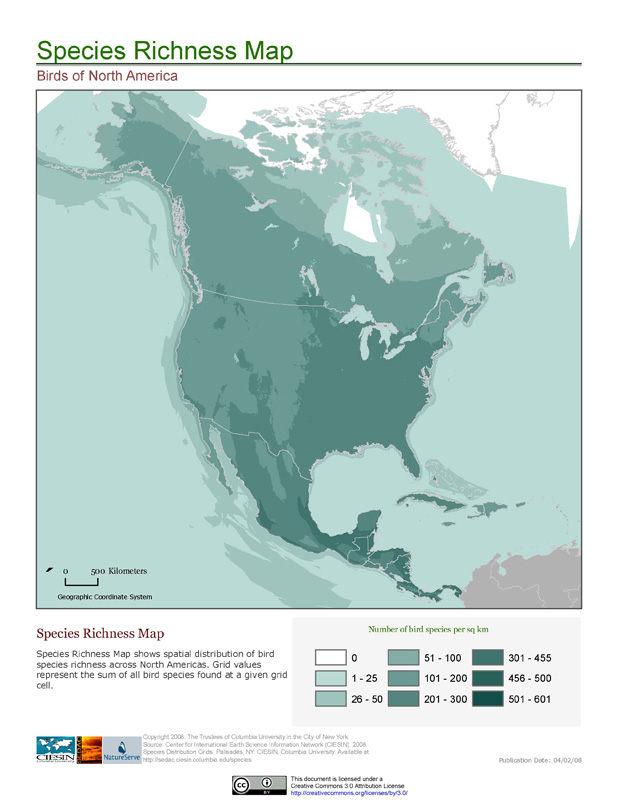
Плотность видов диких птиц в Северной Америке (количество видов птиц на 1 км^{2})

Генофо́нд (также генный пул, пул генов — англ. «gene pool») — понятие из популяционной генетики, описывающее совокупность всех генных вариаций (аллелей) определённой популяции, вида.

## Происхождение термина
Впервые термин и концепцию генофонда сформулировал русский советский генетик А. С. Серебровский в 1928 году:
Совокупность всех генов данного вида... я назвал генофондом, чтобы подчеркнуть мысль о том, что в лице генофонда мы имеем такое же национальное богатство, как и в лице запасов нефти, запасов золота, угля, скрытых в наших недрах.
Мы стоим у края необъятного моря. Тысячи различных или вредных веществ-генов растворены в этом море. И море это волнуется. Неслышными взрывами ежеминутно взрываются в нем мутации, даря нам новые ценности или отравляя это море новыми ядами. Медленно расползаются диффузионными процессами эти гены, захватывая всё новые и новые зоны. Сложными потоками переливаются, смешиваясь и крутясь, разноцветные струи, рождая новые комбинации генов, часто ещё неведомые человеку, которые мы, не улавливая, теряем… Имя этому морю – генофонд домашних животных. Познать, понять и овладеть его взволнованной многосложной жизнью – наша благородная задача.
Позднее понятие генофонда перекочевало в западную науку благодаря Ф. Г. Добржанскому, который перевёл русскоязычный термин на английский язык как «gene pool».

## Описание
Популяция располагает всеми своими аллелями для оптимального приспособления к окружающей среде. Можно также говорить о едином генофонде вида, так как между разными популяциями вида происходит обмен генами.
Если во всей популяции существует лишь один аллель определённого гена, то популяция по отношению к вариантам этого гена называется мономорфной. При наличии нескольких разных вариантов гена в популяции она считается полиморфной.
Если у рассматриваемого вида имеется более чем один набор хромосом, то совокупное количество разных аллелей может превышать количество организмов. Однако в большинстве случаев количество аллелей всё же меньше. При сильном инбридинге часто возникают мономорфные популяции лишь с одним аллелем многих генов.
Одним из показателей объёма генофонда является эффективный размер популяции, сокращённо {\displaystyle N_{e}}. У популяции людей с диплоидным набором хромосом может иметься максимально в два раза больше аллелей одного гена, чем индивидов, то есть {\displaystyle N_{e}} ⩽ 2⋅{\displaystyle N} (величины популяции). Исключены при этом половые хромосомы. Аллели всей популяции в идеальном случае распределены по закону Харди — Вайнберга.
Более крупный генофонд с множеством разных вариантов отдельных генов ведёт к лучшему приспособлению потомства к меняющейся окружающей среде. Разнообразие аллелей позволяет приспособиться к изменениям значительно быстрее, если соответствующие аллели уже имеются в наличии, чем если они должны появиться вследствие мутации. Тем не менее, в неизменяющейся окружающей среде меньшее число аллелей может быть более выгодным, чтобы при половом размножении не возникало слишком много неблагоприятных комбинаций аллелей.

## Практическое применение в сельском хозяйстве

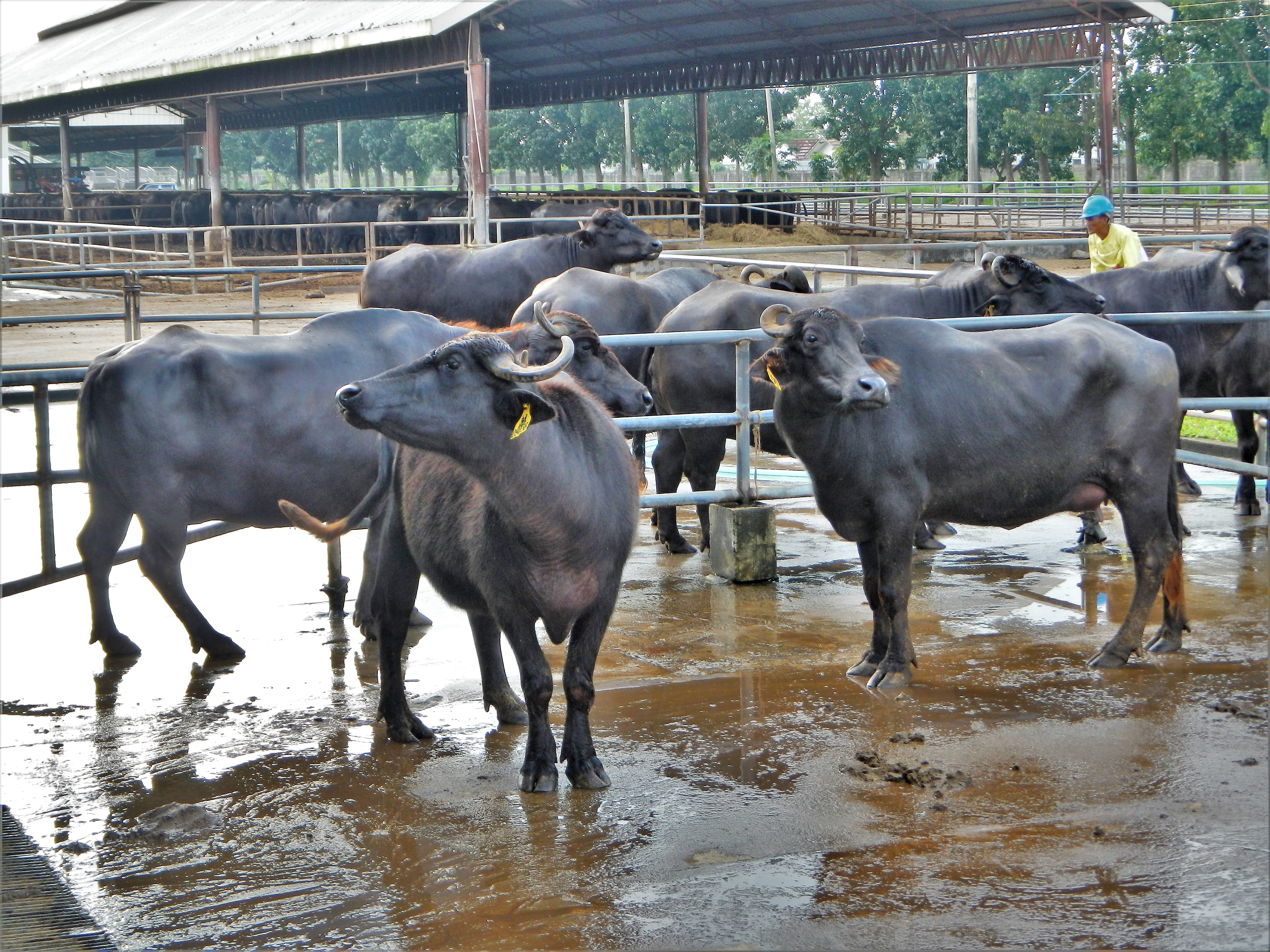
Центр генофонда домашнего азиатского буйвола на Филиппинах

При выведении новых пород путём инбридинга возможно удаление нежелательных аллелей из генофонда. При скрещивании видов и вносе генов из иных популяций возможно увеличение объёма генофонда.
Важным аспектом в практике сельского хозяйства являются задачи сохранения, поддержания и эффективного использования генофондов культивируемых человеком видов растений и животных. Продовольственная и сельскохозяйственная организация ООН (ФАО) рассматривает биоразнообразие генофондов как необходимое условие для производства продуктов питания и ведения сельского хозяйства и относит его к самым важным ресурсам Земли. По данным ФАО, 90 % мировой продукции животноводства обеспечивается 14 видами (из 30) домашних животных и птиц.
В рамках ФАО в 1983 году был образован межправительственный форум — Комиссия по генетическим ресурсам для производства продовольствия и ведения сельского хозяйства, которая проводит мониторинг мировых генофондов и вырабатывает меры по их оценке, использованию и сохранению. Так, по данным этой Комиссии, всего в мире имеется около 8300 пород домашних животных, однако 8 % из них считаются уже вымершими и 22 % — на грани исчезновения. С целью учёта и мониторинга породных генофондов создан Глобальный банк данных генетических ресурсов домашних животных и издаётся «Всемирный список наблюдения за разнообразием домашних животных» («World Watch List for Domestic Animal Diversity»). Информация о генофондах пород животных и птиц собирается для банка данных по всем странам через национальных координаторов и добровольных помощников-специалистов, а «Всемирный список наблюдения за разнообразием домашних животных» трижды обновлялся.
Большую практическую значимость имеет инвентаризация наследственно варьирующих признаков у данного вида сельскохозяйственных растений или животных, включая определение частот различных аллелей либо фенов (у генетически менее изученных видов).